# Cleistanthus collinus
Espèce
Cleistanthus collinus est une espèce de plantes à fleurs de la famille des Phyllanthaceae originaire du sous-continent indien. C'est un arbuste ou un arbre qui pousse principalement dans le biome tropical humide.

## Statut de conservation
L'espèce Cleistanthus collinus a été évaluée en 1998 par l’UICN et est classée comme vulnérable selon le critère A1d.

## Cleistanthus collinuset l'Homme
Cleistanthus collinus (Karra) contient un poison végétal qui est appelé oduvan (en tamoul), kadise (en kannada), vadisaku (en télougou), oduku (en malayalam) et gaja madara (en cinghalais).
L'ingestion de feuilles ou de leur décoction provoque une hypokaliémie et des arythmies cardiaques, acidose métabolique, hypotension et hypoxie, probablement due à une acidose tubulaire rénale distale, un SDRA et une vasodilatation induite par une toxine respectivement,,. L'hypokaliémie et l'acidose induisent probablement également une rhabdomyolyse entraînant une insuffisance rénale myoglobinurique et une faiblesse neuromusculaire. Ses effets sont probablement médiés par une lésion des tubules rénaux distaux, de l'épithélium pulmonaire et des vaisseaux sanguins périphériques en raison d'une déplétion en glutathion (des études animales ont montré un bénéfice avec la N-acétylcystéine).

## Galerie

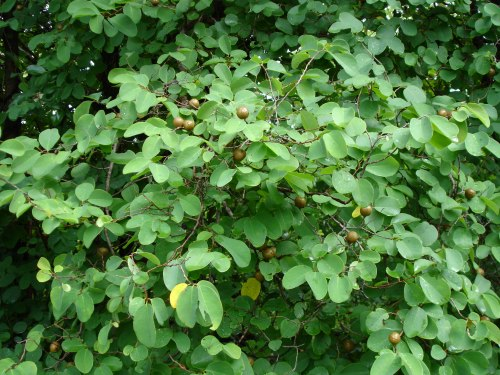
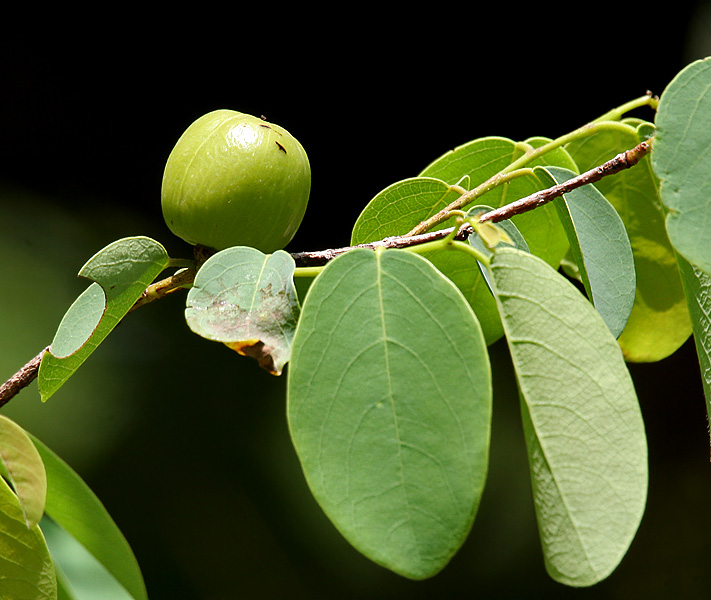
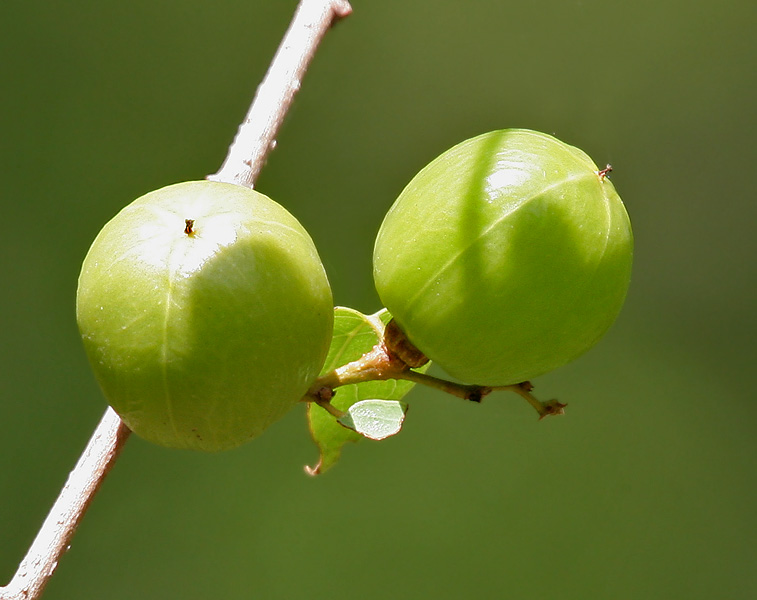
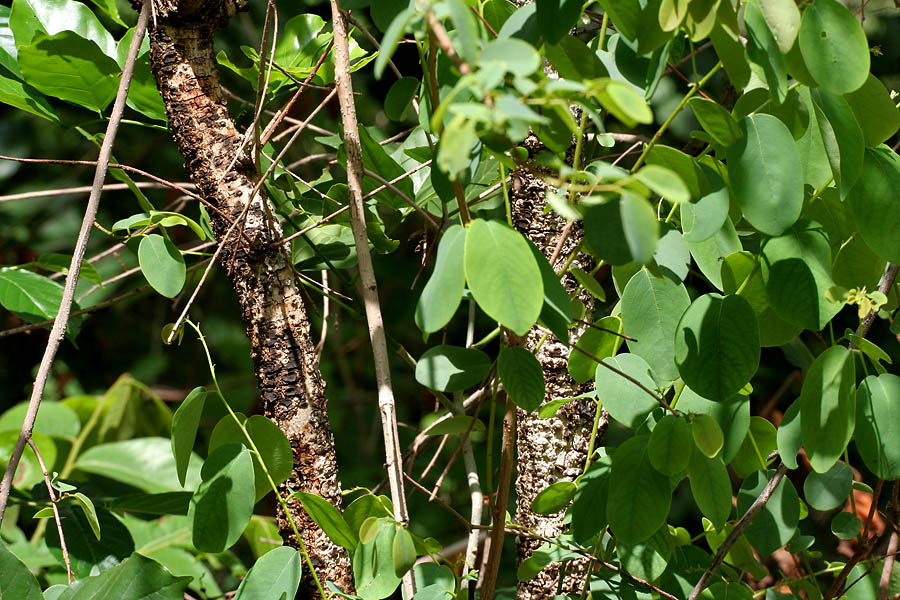

## Systématique
Le nom correct complet (avec auteur) de ce taxon est Cleistanthus collinus (Roxb.) Benth. ex Hook.f..
L'espèce a été initialement classée dans le genre Clutia sous le basionyme Clutia collina Roxb..
Cleistanthus collinus est une espèce végétale décrite pour la première fois par Roxburgh, avec son nom actuel d'après Bentham et Hooker,.
Cleistanthus collinus a pour synonymes :
- Amanoa collina (Roxb.) Baill.
- Andrachne cadishaco Benth.
- Andrachne cadishaco Roxb.
- Andrachne cadishaco Roxb. ex Wall.
- Andrachne orbiculata Roth
- Bridelia collina (Roxb.) Hook. & Arn.
- Cleistanthus collinus (Roxb.) Benth.
- Clutia collina Roxb.
- Emblica palasis Buch.-Ham.
- Lebidieropsis collina (Roxb.) Müll.Arg.
- Lebidieropsis orbiculata var. collina (Roxb.) Müll.Arg.
- Lebidieropsis orbiculata var. lambertii Müll.Arg.
- Lebidieropsis orbiculata (Roth) Müll.Arg.

### Étymologie
Le nom de genre Cleistanthus vient du grec Kléistos « fermé » et anthos « fleur ». Les fleurs ont un disque qui entoure l'ovaire mais ne sont pas fermées. 
Son épithète spécifique du latin collinus, « des coteaux ».